# Brent Laing
Brent Laing (Meaford, 10 de diciembre de 1978) es un deportista canadiense que compitió en curling.
Ganó tres medallas de oro en el Campeonato Mundial de Curling entre los años 2007 y 2016. Participó en los Juegos Olímpicos de Pyeongchang 2018, ocupando el cuarto lugar en la prueba masculina.

## Palmarés internacional
| Campeonato Mundial | Campeonato Mundial | Campeonato Mundial | Campeonato Mundial |
| Año                | Lugar              | Medalla            | Prueba             |
| ------------------ | ------------------ | ------------------ | ------------------ |
| 2007               | Edmonton (Canadá)  | Medalla de oro     | Equipo             |
| 2012               | Basilea (Suiza)    | Medalla de oro     | Equipo             |
| 2016               | Basilea (Suiza)    | Medalla de oro     | Equipo             |